# Dog Eat Dog (gruppo musicale)
I Dog Eat Dog sono un gruppo musicale rap metal statunitense, formatosi nella contea di Bergen nel 1991.
Videro la loro origine come parte della scena musicale hardcore di New York e del New Jersey. Il loro stile musicale completamente nuovo per l'epoca, che fonde elementi di hardcore punk, rap, metal, ska e funk, decisamente orientato alla musica per le feste, li rese popolari nel settore musicale verso la metà degli anni novanta. A differenza di altri gruppi che suonavano il loro stesso genere, i Dog Eat Dog aggiunsero alla "normale" strumentazione un sassofono, che diede alla loro musica una caratterizzazione unica. Nell'ultimo decennio le loro sonorità si sono andate evolvendo con l'incorporazione di elementi funk, ska e hip hop.
Attualmente il gruppo si compone di Dave Neabore (basso), John Connor (voce), Brandon Finley (batteria) e Matt Salem (chitarra).

## Storia

### La nascita
Il bassista Dave Neabore si era unito ad un gruppo di Bergenfield, New Jersey, i Mucky Pup prima dell'uscita del loro secondo album, A Boy In A Man's World. Nel 1989, appena dopo l'uscita del disco, il chitarrista Dan Nastasi abbandonò la formazione per aiutare la nascita dei Non-Fiction insieme ad ex membri degli Hades e per unirsi per un breve periodo ai Murphy's Law. Sean Kilkenny era un amico dei Mucky Pup che occasionalmente suonava la chitarra col gruppo a raduni sociali. La sua amicizia ed esperienza col gruppo lo portarono ad unirsi stabilmente a questo nel ruolo che era stato di Dan. Sean suonò con i Mucky Pup in molti spettacoli nella zona del New Jersey prima di unirsi a loro anche nel tour estivo europeo.
Al ritorno da questo tour i Mucky Pup cominciarono a scrivere pezzi per un nuovo album. Il materiale composto da Sean e Dave aveva sonorità differenti rispetto alle vecchie produzioni del gruppo. I fratelli Chris e John Milnes, gli altri componenti dei Mucky Pup, non volevano suonare il tipo di canzoni composte da Sean e Dave, così si decise di comune accordo che questi ultimi lasciassero il gruppo, per non creare malumori dalle due parti. Nei loro ultimi spettacoli, Sean e Dave, tra una canzone e l'altra, avrebbero suonato spezzoni di canzoni che più avanti sarebbero diventati parte delle canzoni dei Dog Eat Dog. A questo punto, Dan si riunì ai Mucky Pup e il gruppo cominciò a registrare Now, nel quale compariva Marc DeBacker come sostituto di Dave al basso.
Dave e Sean continuarono a scrivere musica e, una volta terminato, decisero di cominciare a cercare un cantante. Questo li portò a contattare John Connor, amico di Sean ai tempi della high school e membro della crew dei Mucky Pup. John era già stato il cantante di diversi gruppi locali, e il trio insieme scrisse canzoni come "Funnel King", "Strip Song" e "Psychorama".
Questo segnò la nascita dei Dog Eat Dog. Mancava ancora un batterista. Dopo aver a lungo cercato, il gruppo trovò un batterista di nome Brett, che diede vita alle canzoni che da settimane il trio suonava in versione acustica. Dopo varie prove, i Dog Eat Dog tennero la loro prima apparizione "ufficiale" nell'appartamento di Dave. Qui il gruppo riunì 50 persone, chiedendo a tutti di indossare una toga. Kevin Reilly, un amico del gruppo, fu invitato a portare il sassofono per ravvivare "Strip Song". In seguito alla positiva reazione degli amici, il gruppo cominciò ad esibirsi a feste di compleanno, "ice cream parlors", e riunioni di fratellanze, prima di cominciare a suonare nei night-club.
Dopo aver ascoltato alcune registrazioni dal vivo, Dan Nastasi si dichiarò interessato a suonare col gruppo e fu invitato a portare i suoi strumenti ad una sessione di prove. La prova andò bene e il gruppo chiese a Dan di diventare un componente effettivo. Per un breve periodo, Dan suonò sia con i Dog Eat Dog che con i Mucky Pup.
Brett lasciò il gruppo per trasferirsi a San Francisco, e John "Booge" Milnes dei Mucky Pup prese momentaneamente il suo posto, in attesa di trovare un batterista ufficiale. La band inoltre decise che era tempo di decidere di un nome permanente: per i loro primi spettacoli si erano chiamati "F-Troop", "B-Load" e "Rubber Band". Fu suggerito loro di usare il nome "Dog Eat Dog" e il gruppo si trovò d'accordo nel mantenere questa come denominazione definitiva.
I Dog Eat Dog decisero di registrare le loro canzoni e andarono per due giorni in sala di registrazione. Il risultato su il loro primo demo di cinque canzoni. I contatti che Sean aveva con lo skater professionista Andy Howell, portarono a diverse idee per un logo, la più famosa delle quali fu l'immagine della "doghouse" usata dal gruppo per molti anni. I lavori di Howell erano stati in precedenza usati dalla New Deal Skateboards. Dopo aver completato il demo, il gruppo cominciò a fare spettacoli più grandi. Durante i successivi concerti, Mark Marri si unì al gruppo come nuovo batterista. Il gruppo considerò il demo un successo e ne scrisse e incise rapidamente un secondo, sempre composto di cinque canzoni.
Durante il tour europeo, il chitarrista dei Biohazard Billy Graziadei fece avere una demo dei Dog Eat Dog ad un rappresentante della Roadracer Records, all'epoca "sister label" della Roadrunner Records in Europa. Il nastro fu spedito all'ufficio newyorkese della Roadrunner Records, i rappresentanti di questa etichetta presenziarono a diversi concerti del gruppo e il risultato fu che i Dog Eat Dog firmarono il loro primo contratto.  Mark Marri decise di non firmare, preferendo invece passare il suo tempo accanto alla moglie e al figlio. Ancora una volta il gruppo era in cerca di un batterista. Dopo pochi provini fu la volta di Dave "Mopey" Maltby, che divenne ufficialmente il nuovo batterista.
Il gruppo trovò inoltre un buon sassofonista in Scott "Sooty" Mueller il quale, benché non fosse ancora un membro ufficiale della band, sarebbe diventato un ospite quasi fisso ai concerti.

### PeriodoWarrant
Nel 1993, sotto l'etichetta della Roadrunner Records uscì in tutto il mondo l'album d'esordio dei Dog Eat Dog, l'EP Warrant. Il titolo era una sorta di gioco di parole sul nome della band Warrant, che poco tempo prima aveva pubblicato un album intitolato "Dog Eat Dog". Durante una serie di concerti lungo la East Coast, al gruppo venne offerta la possibilità di un tour europeo che li vide fare da spalla a leggende dell'hardcore e del reggae come i Bad Brains e il gruppo hip hop di Philadelphia The Goats. I Bad Brains fecero da mentori ai Dog Eat Dog nel tour in altre nazioni. L'amicizia fra i due gruppi avrebbe giocato un piccolo ruolo quando i Dog Eat Dog tornarono in patria per incidere il loro album, la cui uscita era prevista per l'estate successiva.

### DaAll Boro KingsaWalk with Me
Dopo la pubblicazione del primo album, All Boro Kings,  Nastasi decise di lasciare la band a per concentrarsi sulla famiglia e sugli obblighi di affari. Al suo posto venne Parris Mayhew dei Cro-Mags.
Dopo il tour di supporto al disco, Maltby decise di lasciare la band per motivi personali. Formò i "The Shining Path", con Daryl Jenifer dei Bad Brains e con membri dei Roguish Armament. Dopo molte audizioni, Brandon Finley, conosciuto per aver suonato con Chuck Brown, Queen Latifah, Urban Blight e Chris Haskett della Rollins Band, venne preso.
Dopo numerose pressioni dalla Roadrunner per un nuovo disco, venne pubblicato Play Games, che vantava tra le collaborazioni, anche Ronnie James Dio e RZA del Wu-Tang Clan. Questo disco ebbe un discreto successo ed i video estratti girarono parecchie volte su MTV.
Nel 1999 venne pubblicato Amped che, rispetto ai precedenti dischi aveva molte meno influenze ska, tanto che il sassofono era quasi diventato uno strumento secondario.
Dopo l'uscita dell'album, il gruppo interruppe il rapporto con la Roadrunner la quale rispose pubblicando In The Dog House: The Best And The Rest, un best of ed una raccolta di inediti.
Dopo una lunga pausa dovuta ad una crisi di ispirazione, la band torna con un tour mondiale nel 2003 e nel 2006 esce l'ultimo album in studio, Walk With Me.

## Formazione
Attuale
- John "J.C."Connor – voce (dal 1991)
- Dave "Rocky" Neabore – basso (dal 1991)
- Brandon Finley – batteria (dal 1995)
- Matt "Champ" Salem – chitarra (dal 2006)

Ex componenti
- Dan Nastasi – chitarra (1991-1994)
- Sean Kilkenny – chitarra (1991-2006)
- Scott "Sooty" Mueller – sassofono (1994-1997)
- Dave "Mopey" Maltby – batteria (1993-1995)
- Marc DeBacker – chitarra (1996-1997)
- Mark Marri – batteria (1992-1993)
- Brett – batteria (1991-1992)

Temporanei
- John "Booge" Milnes – batteria (1992)
- Parris Mayhew – chitarra (1994-1996)
- Roger Haemmerli – chitarra (2006)

## Galleria d'immagini

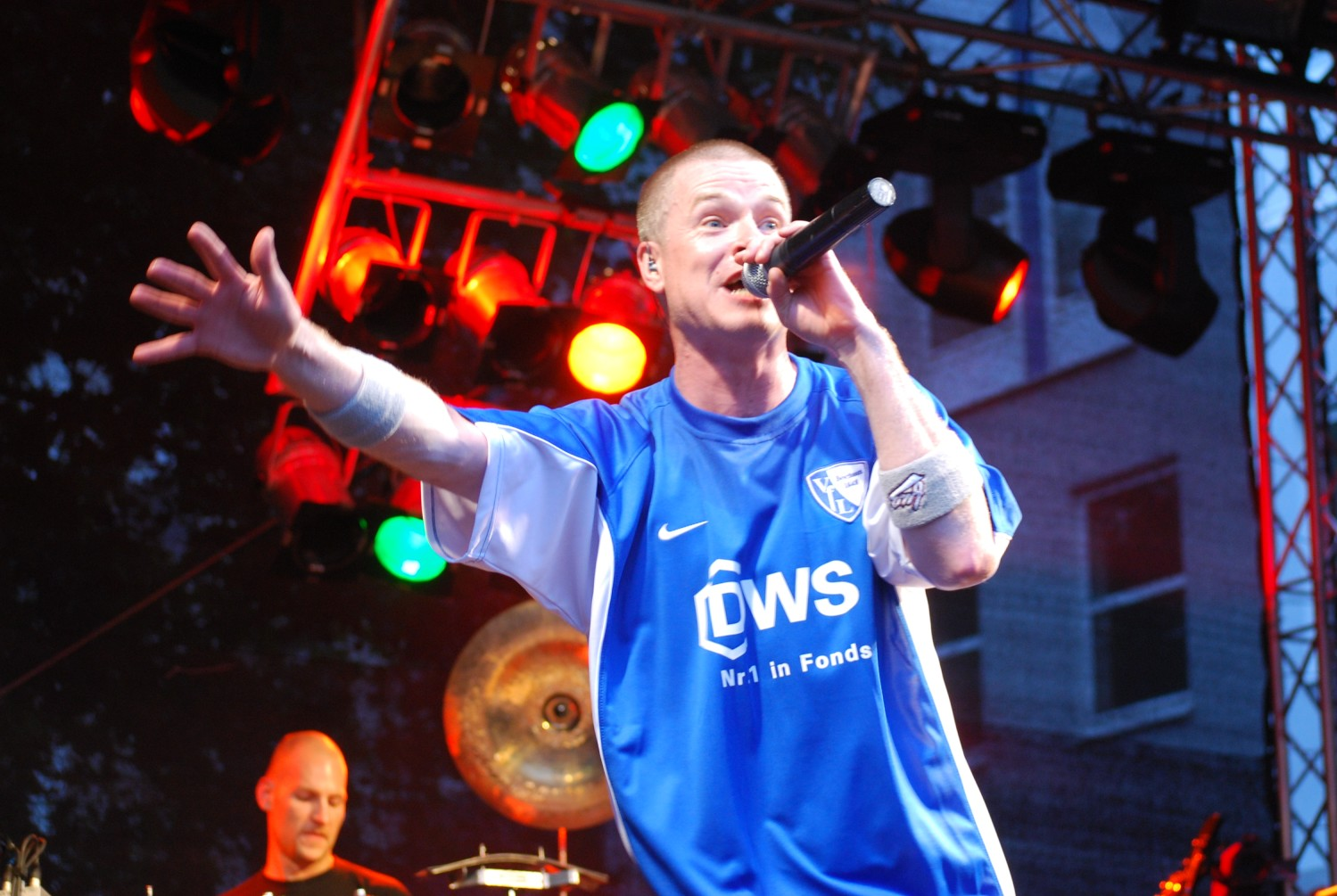
John Paul Luke Connor
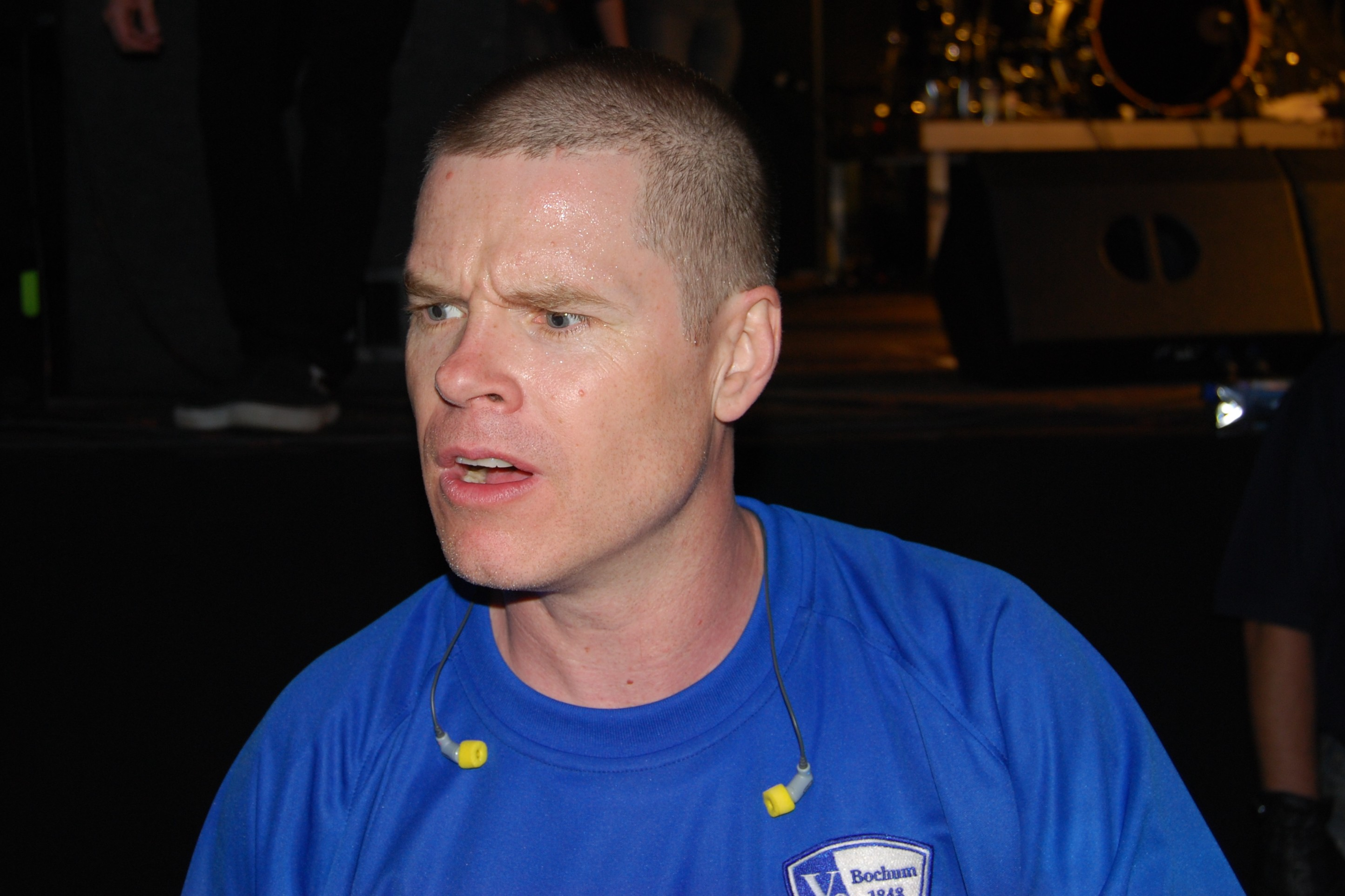
John Paul Luke Connor
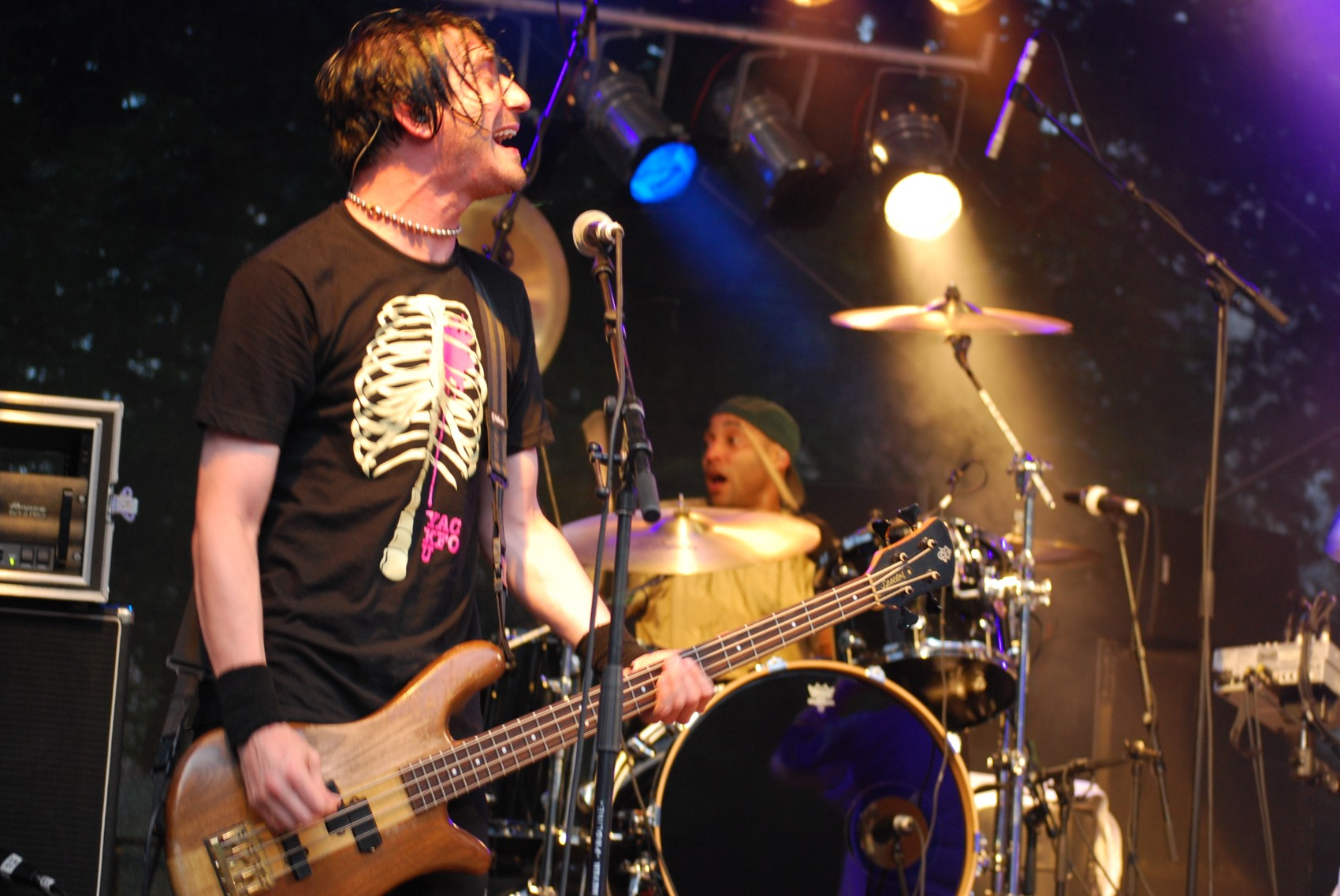
Dave Neabore
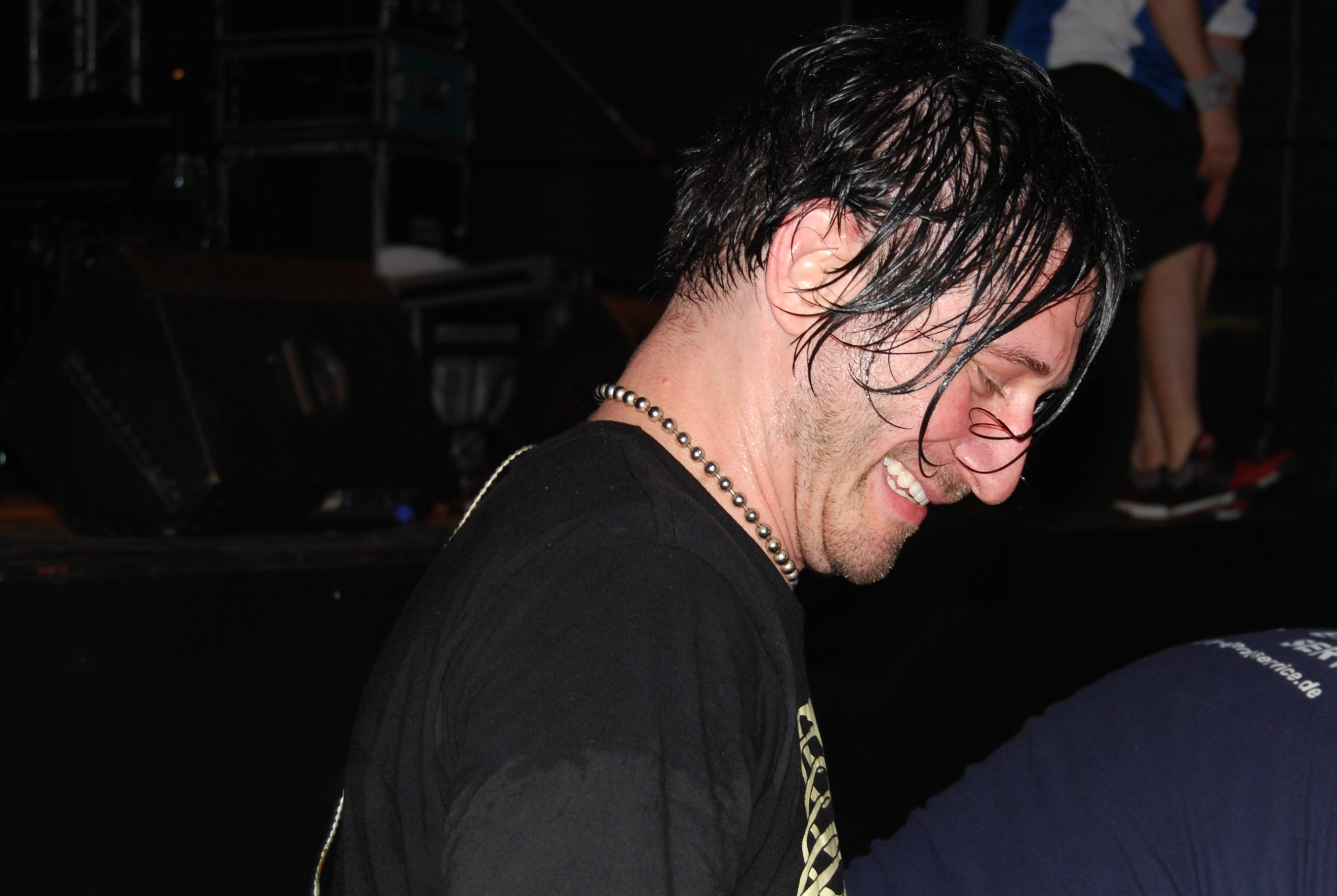
Dave Neabore
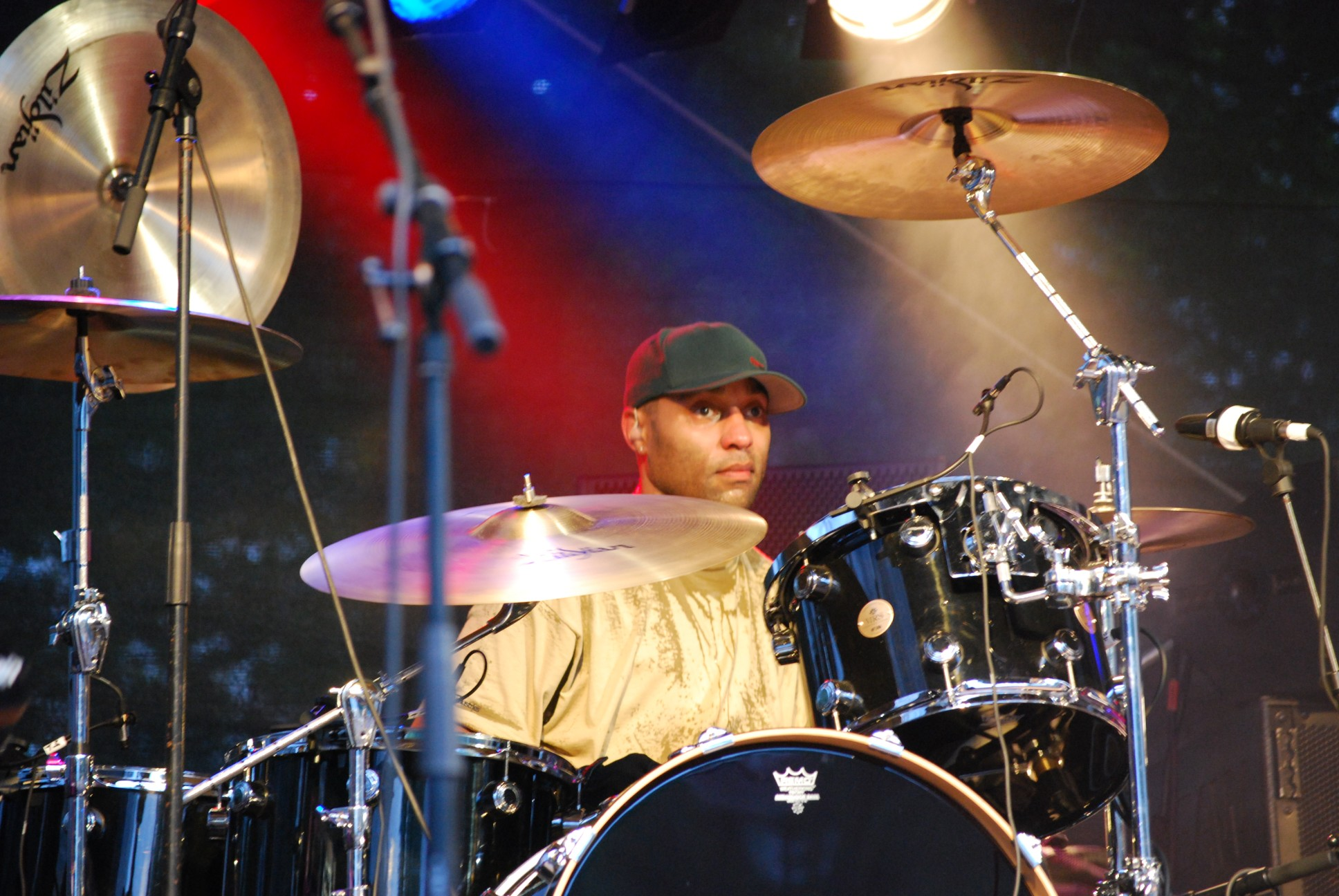
Brandon Jay Finley
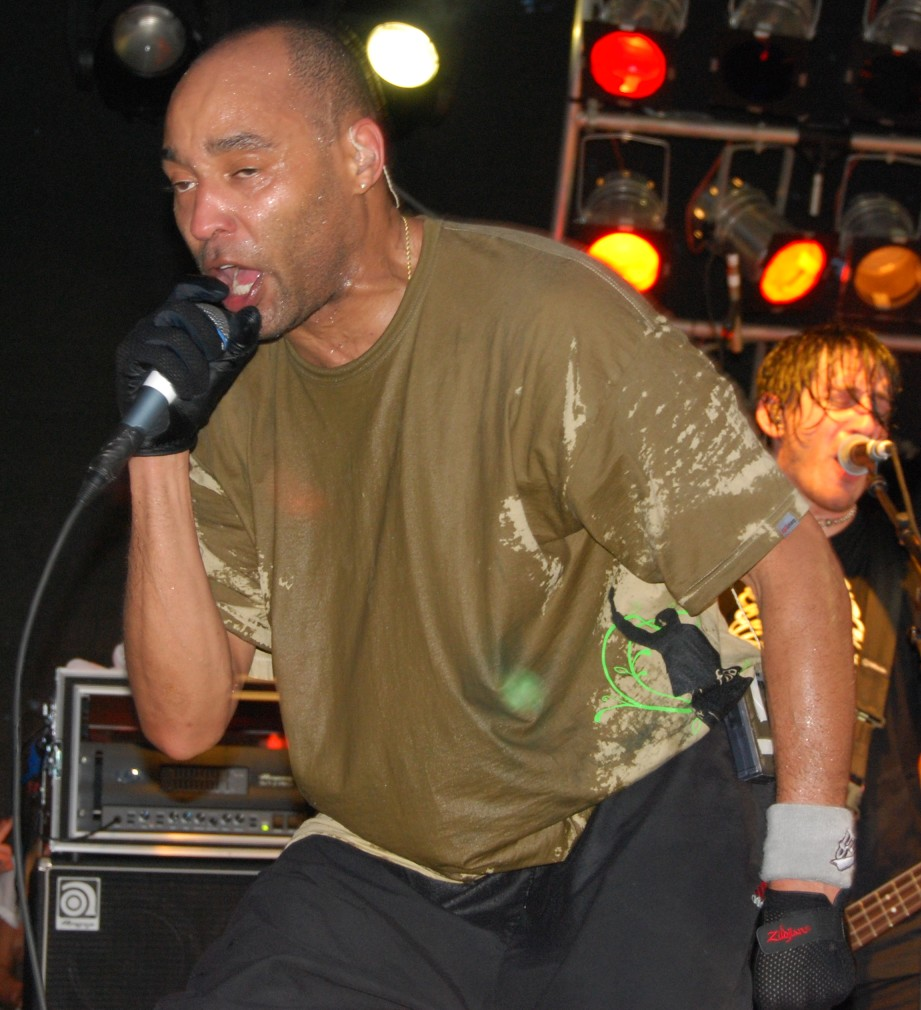
Brandon Jay Finley
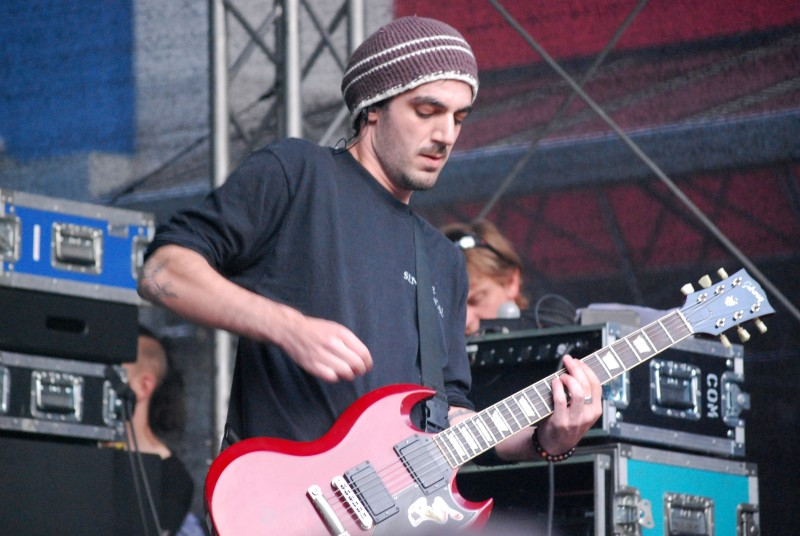
Axel Hilgenstoehler
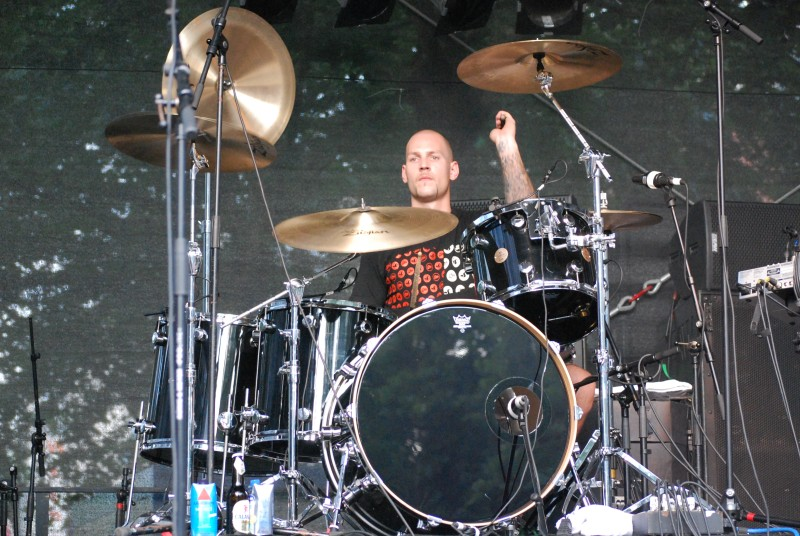
Nils Berger (guest)

## Discografia

### Album in studio
- 1994 - All Boro Kings
- 1996 - Play Games
- 1999 - Amped
- 2006 - Walk With Me
- 2023 - Free Radicals

### EP
- 1993 - Warrant
- 2017 - Brand New Breed

### Raccolte
- 2000 - In The Dog House: The Best And The Rest

### Singoli
- 1994 - No Fronts
- 1994 - If These Are Good Times
- 1995 - Who's The King
- 1995 - No Fronts: The Remixes
- 1996 - Rocky
- 1996 - Isms
- 1997 - Step Right In
- 1999 - Expect the Unexpected
- 2006 - Summertime
- 2017 - Lumpy Dog

## Videografia

### DVD
- 2005 - Live at Dynamo